# 達氏羊舌鮃
達氏羊舌鮃為輻鰭魚綱鰈形目鰈亞目鮃科的其中一種，為熱帶海水魚，分布於印度太平洋區，從東非、南非至印尼海域，棲息深度55-220公尺，體長可達19公分，棲息在底層水域，以底棲生物為食，生活習性不明，可作為食用魚。

## 扩展阅读
維基物種上的相關：達氏羊舌鮃